# Anielów (województwo mazowieckie)
Anielów – wieś sołecka w Polsce położona w województwie mazowieckim, w powiecie garwolińskim, w gminie Sobolew.
| SIMC    | Nazwa     | Rodzaj    |
| ------- | --------- | --------- |
| 0688189 | Zabaranie | część wsi |

W latach 1975–1998 miejscowość administracyjnie należała do województwa siedleckiego. W tej wsi znajduje się zabytkowa kapliczka.
Wierni Kościoła rzymskokatolickiego należą do parafii Trójcy Świętej w Gończycach.
15 września 1943 oddział Gwardii Ludowej im. Bartosza Głowackiego pod dowództwem Serafima Aleksiejewa zaatakował na szosie Lublin-Warszawa kolumnę samochodów niemieckich, w wyniku strzelaniny spalono 6 samochodów, zginęło kilkunastu i rannych zostało ok. 80 Niemców. W odwecie 16 września 1943 Wehrmacht i hitlerowska policja zorganizowały obławę na oddziały partyzanckie ukrywające się w okolicznych lasach. Ten sam dowódca zorganizował kolejny atak na kolumnę pojazdów pod koniec czerwca 1944, zabito 10, a raniono 12 hitlerowców. Do niewoli wzięto głównego lekarza garnizonu dęblińskiego w stopniu podpułkownika, dwóch oficerów, podoficera i dwóch żołnierzy. Zniszczono 5 samochodów ciężarowych i 1 osobowy.